# Telmatactis ternata
Telmatactis ternata är en havsanemonart som först beskrevs av Casimir R. Kwietniewski 1896.  Telmatactis ternata ingår i släktet Telmatactis och familjen Isophelliidae. Inga underarter finns listade i Catalogue of Life.